# Efraín Cepeda
Efraín José Cepeda Sarabia (Barranquilla, 24 de mayo de 1950) es un empresario y político colombiano. Es miembro del Partido Conservador y ha sido elegido para integrar el Senado de Colombia en ocho ocasiones consecutivas desde el año 1994. Ostentó el cargo de Presidente del Senado de la República en dos periodos no consecutivos entre 2017-2018 y 2024-2025.

## Carrera empresarial
Cepeda Sarabia es graduado como economista industrial y especialista en altas finanzas en la Universidad de los Andes, se dedicó a la actividad gremial empresarial, llegando a la junta directiva de Fedelonjas y a la presidencia del Comité Intergremial de su departamento. Según el portal Cuestión Pública Cepeda fue fundador de la empresa Inmobiliaria del Norte Limitada, ya liquidada, subgerente de MultiBlock Limitada y socio de Constructora Salamanca hasta 1990. Su esposa, hijos y varios familiares cuentan con varias empresas en Barranquilla.

## Carrera política
En 1991 se convirtió en una de las figuras públicas que acompañó el proyecto político de Andrés Pastrana, la Nueva Fuerza Democrática, haciendo parte de la lista única que el propio Pastrana encabezó para el Senado en las elecciones de este año y saliendo elegido como senador. En 1994, 1998 y 2002 fue reelecto como senador a nombre de la Nueva Fuerza, integrándose plenamente en la bancada del Partido Conservador Colombiano; en 2006, tras la reforma política que ordenaba la conformación de listas únicas por partido, fue reelegido dentro de la lista conservadora. En 2010 alcanzó su sexta elección como senador de la República. Entre 2007 y 2010 fue Presidente del Directorio Nacional Conservador.[cita requerida]

### Congresista de Colombia
En las elecciones legislativas de Colombia de 1991, Cepeda Sarabia fue elegido senador de la república de Colombia. Posteriormente en las elecciones legislativas de Colombia de 1998, 2002, 2006 y 2010, Cepeda Sarabia fue reelecto senador con un total de 38 552, 88 570, 50 752 y 80 937 votos respectivamente. 
En enero de 2025 en su cargo como presidente del senado, se declaró como el «jefe de la banda para hundir las reformas», refiriéndose a las reformas sociales propuestas por el gobierno Petro tales como la reforma laboral, pensional y de salud, entre otras.

### Partidos políticos
A lo largo de su carrera ha representado los siguientes partidos:
| Partido político         | Fecha Inicio        | Fecha Fin           |
| Partido Conservador      | 20 de julio de 2004 |                     |
| Nueva Fuerza Democrática | 20 de julio de 1998 | 20 de julio de 2004 |

### Cargos públicos
Entre los cargos públicos ocupados por Efraín José Cepeda Sarabia, se identifican:
| Cargo público           | Partido político         | Fecha Inicio        | Fecha Fin           |
| Senador de la República | Partido Conservador      | 20 de julio de 2006 |                     |
| Senador de la República | Nueva Fuerza Democrática | 20 de julio de 1998 | 19 de julio de 2006 |
| Senador de la República |                          | 20 de julio de 1994 | 19 de julio de 1998 |

## Reconocimientos
Efraín Cepeda a lo largo de su actividad profesional ha recibido los siguientes reconocimientos:
- En 1979, recibió homenaje por Aexandes en reconocimiento a su labor adelantada como Presidente de la Institución gremial
- En 1986, fue nombrado ejecutivo sobresaliente de la ciudad, seleccionado por la Cámara Júnior de Colombia
- En 1987, distinción de FEDELONJAS en reconocimiento a su contribución al desarrollo del Gremio Inmobiliario Colombiano
- En 1991, recibió homenaje ciudadano, por la Lonja de Propiedad Raíz de Barranquilla, por su labor realizada en la Presidencia del Comité Intergremial del Atlántico.
- En 1992, se le nombró como mejor Congresista del Atlántico.
- En 1996, recibió reconocimiento de la Comisión IV del Senado, por su labor como Vicepresidente de dicha Comisión
- En 1996, se le nombró personaje del año por la Asociación Colombiana de Periodistas Seccional Atlántico
- En 2005, recibió orden del Congreso en el grado de Gran Cruz con Placa de Oro, por su labor en calidad de Senador de la República.
- En 2005, recibió orden al Mérito Inmobiliario en el Grado de Consejero Inmobiliario, entregado por el Consejo Directivo de FIABCI de Colombia.